# Йосипенко Людмила Дмитрівна
Людмила Дмитрівна Йосипенко (* 24 вересня 1984, м Яготин, Київська область) — українська легкоатлетка (семиборство).
Майстер спорту міжнародного класу з багатоборства. Срібна призерка чемпіонату Європи з легкої атлетики 2012. Посіла четверте місце з семиборства на літніх Олімпійських іграх у Лондоні.
Закінчила Тернопільський національний економічний університет.